# 오스기역
오스기역(일본어: 大杉駅)은 일본 고치현 나가오카군 오토요정에 있는 시코쿠 여객철도 도산 선의 역이다. 역 번호는 D 32이며, 섬식 승강장 1면 2선의 구조를 지닌 지상역이다.

## 타는 곳
| 1 | ■ 도산 선 | (상행) | 오보케 · 아와이케다 · 오카야마 · 다카마쓰 방면 |
| 2 | ■ 도산 선 | (하행) | 도사야마다 · 고멘 · 고치 · 나카무라방면        |

## 역 주변
- 국도 제32호선
- 국도 제439호선
- 사메우라 댐
- 고치 자동차도 오토요 나들목

## 역사
- 1932년 12월 20일 : 개업.
- 1987년 4월 1일 : 민영화에 따라, 시코쿠 여객철도로 이관.

## 인접 정차역
| 시코쿠 여객철도 도산 선       | 시코쿠 여객철도 도산 선 | 시코쿠 여객철도 도산 선     |
| ----------------------------- | ----------------------- | --------------------------- |
| D 31 도사아나나이 다도쓰 방면 | 도산 선                 | 도시키타가와 D 33 고치 방면 |